# Naic
Naic est une municipalité de la province de Cavite, aux Philippines.